# Попарт
Попарт или поп изкуство е художествено движение, което се появява в средата на 50-те години във Великобритания и в края на 50-те в Съединените щати.
Предизвиква традицията с твърдението, че употребата от художниците на масово произвеждани визуални стоки в популярната култура се доближава до перспективата в изобразителното изкуство. Концепцията на попарта се отнася не толкова до самото изкуство, колкото до нагласите, които са довели до него.
Попартът е направление в изкуството на 20 век, характеризиращо се с теми и техники от популярната култура и масовата култура, като реклама, комикси, светски и културни обекти. Попартът широко се интерпретира като реакция на тогава доминиращите идеи на абстрактния експресионизъм, както и като разширяване на тези идеи. Попартът има за цел да използва изображения от популярната, като опозиция на елитарната култура в изкуството, подчертавайки баналните и кичозни елементи на която и да било култура, най-често чрез използването на ирония. Също така е свързван с употребата на художниците на механични средства за възпроизводство.
Голяма част от поп изкуството се смята за несъвместимо, като концептуални практики, които често се използват, за да се затрудни лесното разбиране. Попартът и минимализмът се считат за направления в изкуството, предшестващи постмодернизма или са някои от ранните примери на самото постмодерно изкуство.
Попартът често взема като свои образи това, което се използва в рекламата. Етикети и лога на продукти фигурират видно в образност подбрана от поп художниците. Дори и етикетите за съдържание на опаковките се използвали като предмет в попарта, например етикетите на супа „Кемпбъл“ от Анди Уорхол.

## Произход
Основите на попарта в Северна Америка, Китай и Великобритания се развиват малко различно една от друга. В Америка той бележи завръщането на композиции с ясни очертания на образите и репрезентативното изкуство като отговор от страна на художниците, използвайки безличие, светската реалност, ирония и пародия да обезвредят личностния символизъм и „живописното изгубване“ в абстрактния експресионизъм. От друга страна, основите в следвоенна Великобритания са повече академични с фокус на динамичната и парадоксална образност на американската популярна култура, като мощно, манипулативно символично устройство, афектиращо целия модел на живот и същевременно повишаващо просперитета на обществото. Ранното поп изкуство във Великобритания е интерес на идеи подхранвани от американската популярна култура погледната отдалеч, докато американските художници са вдъхновени от опита, живеейки в тази култура. Въпреки това, попартът е също и продължение на някои аспекти на абстрактния експресионизъм, като вяра във възможностите на изкуството, особено за произведения в голям мащаб. По същия начин, попартът е едновременно разширяване и отричане на дадаизма. Когато разгледаме някои от еднаквите предмети в попарт и дадаизъм, попартът замества деструктивните, сатирични и анархични импулси на дадаизма с обособено утвърждаване на предмети от масовата култура. Сред тези художници, разглеждани от някои като произвеждащи изкуство водещо до попарт, са Пабло Пикасо, Марсел Дюшан, Курт Швитерс и Ман Рей.

### Великобритания: Независимата група
Независимата група (НГ), основана в Лондон през 1952 г., се смята за предшественик на попарт направлението. Нейните представители са млади художници, скулптори, архитекти, писатели и критици, които предизвикват преобладаващите модернистични подходи към културата, както и традиционните виждания на изобразителното изкуство. Групата дискутира централизираното около поп културата въвличане на елементи като масово рекламиране, филми, продуктов дизайн, комикси, научна фантастика и технология. На първата среща на Независимата група през 1952 г., съучредителят, художник и скулптор Едуардо Паолози изнася лекция, използвайки серия от колажи, озаглавени „Bunk!“, които е създал за времето, прекарано в Париж между 1947 и 1949 г. Този материал съдържа „основни обекти“ като реклама, комикс характери, корици на списания и подбрани масово произвеждани графики, които най-добре представят американската популярна култура. Една от картините в презентацията е колаж на Паолози от 1947 г., озаглавен: „Аз бях играчка на богатия мъж“, който съдържа първата употреба на думата „поп“, появяваща се в облак дим, излизащ от револвер. Следващата творческа презентация на Паолози през 1952 г. фокусира Независимата група преди всичко върху образността на американската популярна култура, особено масовото рекламиране.
Според сина на Джон Макхейл терминът „попарт“ е изкован от баща му през 1954 г. в разговор с Франк Кордъл, макар че други източници посочват произхода му в текстове на британския критик Робърт Олуей. „Попарт“ се използва в дискусиите от членовете по време на второто събиране на Независимата група през 1955 г. и специфичният термин „попарт“ за първи път се появява в публичния печат в една статия на НГ членовете Алисън и Питър Смитсън в „Arc“, 1956 г. Обаче заслугата често се приписва на британския критик и куратор Лорънс Олуей в есе от 1958 г. озаглавено „Изкуствата и мас медиите“, макар че терминът, който той използва, всъщност е „популярна масова култура“. Въпреки това, Алоуей е един от главните критици, които защитават включването на изображенията на масовата култура в изобразителното изкуство.

### Съединени щати
Въпреки че движението се разгръща в края на 1950-те години, попартът в Америка преживява най-бурното си развитие през 1960-те. По това време американската реклама е придобила много елементи и влияние от модерното изкуство и функционира на много високотехнично ниво. По-нататък, американските художници трябвало да търсят по задълбочено драматични стилове, които биха могли да дистанцират изкуството от добре проектирани и изкусни рекламни материали. Тъй като британците виждат американската популярна култура някак си от странична гледна точка, техните представи са често весели с романтични, сантиментални и хумористични нюанси. В контраст обаче са американските художници, които са бомбардирани ежедневно от разнообразието на масово произвеждани изображения, правейки произведения, които като цяло са по-смели и агресивни.
Двамата важни художници в създаването на американската попарт-лексика са Джаспър Джоунс и Робърт Раушенбърг. Дори картините на Раушенбърг да имат връзка с по-ранните работи на Курт Швитерс и други дадаисти, неговият интерес е свързан със социалните проблеми на момента. Неговият подход е свързан със създаването на изкуство от еднодневните материали и употребата на актуални събития от американското ежедневие дава на работата му уникално качество. Работата на Джоунс и Раушенбърг от 1950 г. се класифицира като неодадаизъм и визуално се различава от класическия американски попарт, който възниква в началото на 60-те години.
От основно значение за американското поп изкуство е Рой Лихтенщайн. Работата му може би дефинира основната предпоставка на попарта най-добре от когото и да било друг чрез пародия. Избирайки старомодните комикси като обект на интерес, Лихтенщайн прави прецизна, с ясни очертания на образите композиция, която е ръководена от лека пародия. Картините на Лихтенщайн, както и тези на Анди Уорхол, Том Веселман и други, споделят пряка привързаност към ежедневното отражение на американската поп култура, но същевременно разглеждат субекта по обективен начин, ясно илюстриращ идеализацията на масовата култура. Анди Уорхол е може би най-известната фигура в попарта. Той се опитва да пренесе попа извън артистичния стил и да го превърне в начин на живот и така неговите произведения често изобразяват липсата на човешка престореност, като се отказва от иронията и пародията, присъщи на много от неговите връстници.
Трябва да се отбележи също, че докато британското попарт движение предхожда американското, е имало някои по-ранни американски прото-поп основи, които използват „готови“ културни обекти. През 1920-те години американските художници Джералд Мърфи, Чарлс Демют и Стюарт Дейвис създават картини, предшестващи попарт движението, които съдържат образи от популярната култура, като светски обекти подбрани от американските рекламни продукти и рекламен дизайн.

### Първи изложби в САЩ
През есента на 1962 г. нюйоркският изкуствовед Сидни Джанис организира единствена по рода си изложба наречена „Новите реалисти“, едно международно проучване на новата сцена за съвременни американски поп художници и свързаната с тях група на европейските художници, асоциирани с направлението нов реализъм. Изложбата в галерията на Сидни Джаннис включва произведения на Уейн Тайбауд, Ричърд Линдер, Рой Лихтенщайн, Анди Уорхол, Клаас Олденбърг, Джеймс Розенкуист, Джим Дайн, Робърт Индиана, Том Веселман, Джордж Сегал, Марисол, Жан Тенгели, Ив Клайн, Арман, Марио Шифано, Енрико Бай, Мимо Ротела, Кристо, Маршал Райс и няколко други. Също така през 1962 г. в Лос Анджелис произведения на Рой Лихтенщайн са включени заедно с произведения на Анди Уорхол, Джим Дайн, Филип Хефертън, Уейн Тайбауд, Джо Гууд, Едуард Руша и Робърт Дауд в историческата изложба „Новите картини на общите обекти“, организирана от Уолтър Хопс в Художествения музей на Пасадена. Това е първата попарт музейна изложба в Америка. Тези художници са част от едно ново направление, по време на социално напрежение, което шокира Америка и художествения свят и променя изкуството завинаги. Тази музейна изложба е последвана от музея Гугенхайм през 1963 г. с попарт изложбата „Шест жудожници и обектът“, организирана от Лорънс Олуей. Художниците, включени в изложбата на Олуей, са Джим Дайн, Джаспър Джоунс, Рой Лихтенщайн, Робърт Раушенбърг, Джеймс Розенкуист и Анди Уорхол.
Частни галерии, които правят изложби на поп произведения от началото до средата на 60-те години са Зелената галерия, Постоянната галерия, галерия Сидни Джанис, галерия Лео Кастели в Ню Йорк и галерия Ферус в Лос Анджелис.

### В Испания
В Испания попартът се свързва с „новия фигуратив“, който се корени в кризата на информализма. Едуардо Аройо може да се каже, че се вписва в рамките на попарт тенденцията, заради интереса му към околната среда, критиката му за нашата медийна култура, която включва икони както от масовата медия така и от история на изкуството, и презрението си към почти всички установени художествени стилове.
В категорията испански попарт попада и „отборът на хроникьорите“ (El Equipo Crónica), който съществува във Валенсия между 1964 и 1981 г. около художниците Маноло Валдес и Рафаел Солбес. Тяхното движение може да се характеризира като поп поради употребата на комикси и публични изображения и опростяването на картини и фотографски композиции. Режисьорът Педро Алмодовар появил се от „La Movida“ субкултура в Мадрид (70-те години), прави нискобюджетни Super 8 попарт филми и впоследствие е наричан испанският Анди Уорхол от страна на медиите по това време. В книгата „Алмодовар за Алмодовар“ той е цитиран да казва, че филмът „Забавни лица“ от 50-те години е главно вдъхновение за работата му. Една от отличителните запазени попартни белези във филмите на Алмодовар е, че той внася в действието на филма несъществуващи реклами.

### В Япония
Попартът в Япония е уникален и идентифициращ се като японски от самите теми и стилове. Много японски поп художници се вдъхновяват в най-голяма степен от Аниме и понякога от укийо-е и традиционното японско изкуство. Най-известният художник в Япония е Такаши Мураками, чиято група от художници Кайкай Кики е световноизвестна с тяхно собствено масово произвеждано, но силно абстрактно и уникално движение в изкуството; сюрреалистично, постмодерно движение, чието вдъхновение идва главно от анимето и японката улична култура, и което е насочено към младата аудитория в Япония и е оказало силно културно влияние. Някои художници, като Йошитомо Нара, са известни с тяхното изкуство вдъхновено от графитите, а някои, като Такаши Мураками, са прочути с масово произвеждани пластмасови и полимерни фигури. Много поп художници в Япония използват сюрреалистични или неприлични, шокиращи кадри в изкуството си, взети от японския Хентай. Този елемент в изкуството привлича вниманието на стари и млади зрители и изключително провокира мисълта, но не се взема за обидно в Япония. Общата метафора използвана в японския попарт е невинността и уязвимостта на децата и младежта. Художници като Нара и Айа Такано използват децата като субект в почти цялото си изкуство. Докато нара създава сцени на гняв или бунт чрез децата, Такано предава невинността на децата чрез изобразяването на голи момичета.

### В Италия
В Италия попартът е известен от 1964 г. и се състои от различни форми, като „Scuola di Piazza del Popolo“ в Рим с художници като Марио Шифано, Франко Анджели, Джосета Фиорони, Тано Феста, както и някои произведения на Пиеро Манзони и Мимо Ротела.
Италианското поп изкуство, възникнало през 1950-те години, по-точно в произведенията на двама художници Енрико Бей и Мимо Ротела, които имат пълното право да се считат за предшественици на тази сцена. Всъщност, това се случва около 1958 – 1959 г., когато Бай и Ротела изоставят предишните си кариери, които главно могат да бъдат определени като непредставителни макар да преминават бързо през постдадаизма и катапултират себе си в нов свят на изображения и отражението, проникнало навсякаде около тях. Разкъсаните постери на Мимо Ротела получават все по-голямо символично разбиране, често изрично и съзнателно, отнасящи се до големите икони на времето. Композициите на Енрико Бей са пропити от съвременния кич, което можело да се окаже златна мина на изображения и стимули за едно цяло поколение творци.
Новото се заражда в новата визуална панорама, както вътре между четирите бели стени, така и отвън: коли, улични знаци, телевизия, целият „нов свят“. Всичко може да принадлежи на света на изкуството, което само по себе си е нещо ново. В тази връзка, италианският попарт поема по същия идеологичен път като популярното изкуство на международна сцена, като единственото нещо, което се променя е иконографията и в някои случаи наличието на по-критично отношение към него. Дори и в този случай, прототипите могат да бъдат проследени обратно до произведенията на Ротела и Бай, и двамата далеч от неутралитета във връзката им с обществото. Но това не е изключителен елемент, дългият списък от художници от Джани Руфи до Роберто Барни, от Силвио Пасоти до Умберто Бинярди и Клаудио Чинтоли, които възприемат реалността като играчка, като голям резерв от образи, от които да изготвят материал с разочарование и лекомислие, търсещи традиционните езикови модели с обновения дух на „нека се забавлявам“ а ла Алдо Палазечи. През 1990-те, неопоп се развива в Италия и Европа като съвременно преправяне на Поп Арта.

## Обобщение
Попартът е много неща, които изящното изкуство не е – то е масово произвеждано, изразходва се, евтино е, бляскаво, остроумно и насърчава големите пари, ярките светлини и големите знаменитости – няма и знак в това движение, напомнящ за бедния художник, заробен в някоя гарсониера. Все пак, веселото и безгрижно усещане е отричано от критиците: Харолд Розенберг описва попарта като „шега без хумор, изричана отново и отново и започнала да звучи като заплаха... Рекламиране на изкуство, което се представя като изкуство, което мрази рекламата.“
Дали попартът е сериозна анотация на съвременното обществено положение – цинични ли са поп художниците за разрастващите се масмедии и материалната култура или е просто полулярно изкуство-достъпно, ярко и лъскаво?